# 380 v.Chr.
Het jaar 380 v.Chr. is een jaartal volgens de christelijke jaartelling. 

## Gebeurtenissen

### Griekenland
- De Atheense redenaar, Isocrates, roept in een feestrede, op tot verzoening en een pan-helleense "kruistocht" tegen Perzië. Dit beschreven in een van zijn belangrijke werken, genaamd de Panegyricus.
- Cleombrotus I (380 - 371 v.Chr.) volgt zijn broer Agesipolis I op als koning van Sparta.

### Palestina
- In Gaza worden de eerste metalen munten geslagen naar Atheens model.

### Egypte
- De Atheense generaal Chabrias wordt onder Perzische druk teruggeroepen naar Athene.
- Farao Achoris wordt voor korte tijd opgevolgd door zijn zoon Nepherites II (29e dynastie van Egypte).
- Nectanebo I uit Sebennytos usurpeert de troon en sticht hiermee de 30e dynastie van Egypte.

### Europa
- De Kelten trekken Illyrië binnen en plunderen Pannonië in Hongarije. De barbaren voeren handel met de Macedoniërs.
- Koning Belinus de Grote (380 - 374 v.Chr.) bestijgt de troon van Brittannië.

## Geboren
- Darius III (~380 v.Chr. - ~330 v.Chr.), koning van Perzië
- Memnon van Rhodos (~380 v.Chr. - ~333 v.Chr.), Grieks veldheer
- Menaechmus (~380 v.Chr. - ~320 v.Chr.), Grieks wiskundige en geometrist
- Pytheas (~380 v.Chr. - ~310 v.Chr.), Grieks ontdekkingsreiziger
- Sun Bin (~380 v.Chr. - ~316 v.Chr.), Chinees generaal en strateeg
- Theopompus (~380 v.Chr. - ~330 v.Chr.), Grieks historicus en redenaar

## Overleden
- Achoris, farao van Egypte
- Agesipolis I, koning van Sparta
- Lysias (~445 v.Chr. - ~380 v.Chr.), Atheens redenaar en logograaf (65)